# Northdale, Florida
Northdale är en ort (CDP) i Hillsborough County, i delstaten Florida, USA. Enligt United States Census Bureau har orten en folkmängd på 22 079 invånare (2010) och en landarea på 20,9 km².